# سروچن (شهرستان سوکوووف)
سروچن (به لهستانی:  Seroczyn) یک روستا در لهستان است که در گمینا ستردنگ واقع شده‌است.